# Rio Daia (Homorod)
O Rio Daia é um rio da Romênia, afluente do Homorodul Mare, localizado no distrito de Harghita.